# Jesús según Mara bar-Serapión

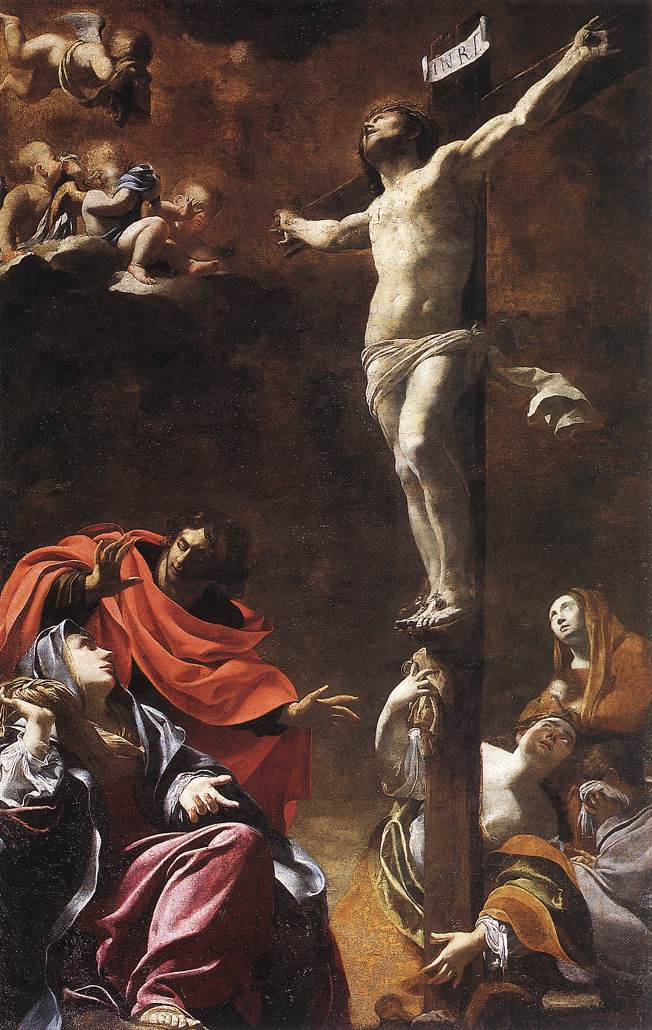
El escrito sobre Jesús lee INRI, que es la abreviatura latina para Rey de los Judíos.

Mara bar («hijo de») Serapión, a veces escrito Mara bar Sarapión, fue un filósofo estoico de la provincia romana de Siria. Es conocido por una carta que escribió en siríaco a su hijo, que también se llamaba Serapión. La carta fue compuesta en algún momento después de 73 d. C., pero antes del siglo III, y la mayoría de los estudiosos la datan poco después de 73 d. C., durante el siglo I. La carta podría ser una temprana referencia no cristiana a la crucifixión de Jesús.
La carta se refiere al trato injusto de los «tres hombres sabios»: el asesinato de Sócrates, la quema de Pitágoras y la ejecución de «el rey sabio» de los judíos. El autor explica que en los tres casos el delito resultó en el castigo futuro de los responsables por Dios y que, cuando los sabios están oprimidos, no solamente triunfan en la sabiduría al final, sino que Dios castiga a sus opresores.
La carta, se afirma, no incluye temas cristianos y muchos estudiosos consideran a Mara un pagano, aunque algunos sugieren que puede haber sido un monoteísta. Algunos estudiosos ven la referencia a la ejecución del «rey sabio» de los judíos como una temprana referencia no cristiana a Jesús. Los criterios que apoyan el origen no cristiano de la carta incluyen la observación de que «rey de los judíos» no era un título cristiano, y que la premisa de la carta de que Jesús sigue vivo a través de las enseñanzas que él promulgó está en contraste con la concepción cristiana de que Jesús sigue viviendo a través de su resurrección. Otro punto de vista es que él podría estar refiriéndose a la resurrección registrada en las enseñanzas de Jesús que dicen que vivió; eso significaría que no sabemos si él creía que la resurrección ocurrió o no, y deja en manos de la especulación si era un cristiano o un no cristiano que estaba de acuerdo con los cristianos con respecto a Jesús como un «rey sabio», según los Evangelios.
Estudiosos como Robert Van Voorst ven pocas dudas de que la referencia a la ejecución del «rey de los judíos» se trata de la muerte de Jesús. Otros, como Craig A. Evans, ven menos valor en la carta, dada su fecha incierta, y la posible ambigüedad en la referencia.

## El pasaje y su contexto
La carta de Mara bar-Serapión se conserva en un manuscrito del siglo VI o VII (BL Add. 14658) en poder de la Biblioteca Británica, y fue compuesto en algún momento entre el 73 d. C. y el siglo III. Registros del siglo XIX afirman que el manuscrito que contiene este texto fue uno de varios manuscritos obtenidos por Henry Tattam del monasterio de Santa María Deipara, en el desierto de Nitria, en Egipto, y adquiridos por la Biblioteca en 1843. William Cureton publicó una traducción al inglés en 1855.
El comienzo de la carta deja claro que está escrito al hijo del autor: «Mara, hijo de Serapión, a mi hijo Serapión, saludos». El pasaje clave es el siguiente:
¿Qué más podemos decir, cuando los sabios están forzosamente arrastrados por tiranos, su sabiduría es capturada por los insultos, y sus mentes están oprimidas y sin defensa? ¿Qué ventaja obtuvieron los atenienses cuando mataron a Sócrates? Carestía y destrucción les cayeron encima como un juicio por su crimen. ¿Qué ventaja obtuvieron los hombres de Samo cuando quemaron vivo a Pitágoras? En un instante su tierra fue cubierta por la arena. ¿Qué ventaja obtuvieron los judíos cuando condenaron a muerte a su rey sabio? Después de aquel hecho su reino fue abolido. Dios, de manera justa, vengó aquellos tres hombres sabios: los atenienses murieron de hambre; los habitantes de Samo fueron arrollados por el mar; los judíos, destruidos y expulsados de su país, viven en la dispersión total. Pero Sócrates no murió definitivamente: continuó viviendo en la enseñanza de Platón. Pitágoras no murió: continuó viviendo en la estatua de Juno. Ni tampoco el rey sabio murió verdaderamente: continuó viviendo en la «nueva ley» que había dado.
En este pasaje, el autor explica que cuando los sabios están oprimidos, no solamente triunfan en la sabiduría al final, sino que Dios castiga a sus opresores.
El contexto de la carta es que los romanos habían destruido la ciudad de Mara en una guerra, tomándolo prisionero junto con otros. La carta fue escrita desde la prisión para animar al hijo del autor a perseguir la sabiduría. Toma la forma de una serie de preguntas retóricas que preguntan acerca de los beneficios de perseguir a los sabios.
Mara insinúa que la ocupación de su tierra tendrá finalmente traerá vergüenza y desgracia de los romanos. Su carta aconseja a la búsqueda de la sabiduría para hacer frente a las dificultades de la vida.

## Análisis histórico
La carta, se afirma, no incluye temas cristianos y muchos estudiosos, como Sebastián Brock, consideran a Mara un pagano. Un pequeño número de estudiosos sugieren que Mara pudo haber sido un monoteísta.
El origen no cristiano de la carta es apoyado por la observación de que «rey de los judíos» no era un título cristiano durante el período en el cual la carta fue escrita. La declaración en la carta que el rey sabio vive debido a la «nueva ley» que él dio también es visto como una indicación de su origen no cristiano, pues no tiene en cuenta la creencia cristiana de que Jesús sigue viviendo a través de su resurrección. Otro punto de vista es que él podría estar refiriéndose a la resurrección registrada en las enseñanzas de Jesús que dicen que vivió, estableciendo así su «nueva ley»; eso significaría que no sabemos si él creía que la resurrección ocurrió o no, y deja en manos de la especulación si él era un cristiano o un no cristiano que estuvo de acuerdo con los cristianos como con respecto a Jesús como un «rey sabio», según los Evangelios. Dado que los retratos del Evangelio de la crucifixión de Jesús colocan gran parte de la culpa de su ejecución sobre el procurador romano Poncio Pilato (con los líderes judíos actuando simplemente como agitadores), algunos evangelios están de acuerdo con que los judíos son los culpables. Y la  referencia a Jesús como «rey de los judíos» en lugar de «Salvador» o «Hijo de Dios» indica que las impresiones de Bar-Serapión no fueron formadas por fuentes cristianas, si bien los judeocristianos lo hicieron llamar «rey de los judíos».
Estudiosos como Robert Van Voorst ven pocas dudas de que la referencia a la ejecución del «rey de los judíos» se trata de la muerte de Jesús. Van Voorst establece que las posibles razones de Bar-Serapión para suprimir el nombre de Jesús de la carta incluyen las persecuciones de cristianos en curso en el momento y su deseo de no ofender a sus captores romanos, que también destruyeron Jerusalén. Otros, como Craig A. Evans, dan menos valor en la carta, dada su fecha incierta, y la posible ambigüedad en la referencia.
Bruce Chilton dice que la referencia de Bar-Serapión al «rey de los judíos» puede estar relacionada con la inscripción sobre la cruz de la crucifixión de Jesús, al igual que en el Evangelio de Marcos (Marcos 15:26, párrafo 1). Van Voorst afirma que el paralelismo establecido entre el tratamiento injusto de los tres hombres, y la destrucción de Atenas y Samos conduce a la conclusión de que Bar-Serapión vio la destrucción de Jerusalén como castigo por el rechazo judío de Jesús.
Los críticos de esta interpretación, sin embargo, sostienen que a diferencia de las referencias a Sócrates y Pitágoras, bar-Serapión no menciona explícitamente a Jesús por su nombre, haciendo de este modo la identidad real del «rey sabio» en la carta sea menos segura.
La carta fue escrita después de la anexión de Samosata por los romanos, en el 72 d. C., pero antes del siglo III. La mayoría de los estudiosos datan la carta poco después del año 73, durante el siglo I.

## Lectura adicional
- Cureton, William (1855). Spicilegium Syriacum: containing remains of Bardesan, Meliton, Ambrose and Mara Bar Serapion. Rivingstons.

- Ramelli, Ilaria (Winter 2010). «The Letter of Mara Bar Serapion in Context, Utrecht University, 10–12 December 2009». Hugoye: Journal of Syriac Studies 13 (1): 92-106. Archivado desde el original el 17 de junio de 2010.